# Curacaví
Curacaví è un comune del Cile, capoluogo della provincia di Melipilla. Si trova nella Regione Metropolitana di Santiago. Al censimento del 2002 possedeva una popolazione di 24.298 abitanti.

## Società

### Evoluzione demografica
| Censimento del 1992 | Censimento del 2002 |
| 19.053 ab.          | 24.298 ab.          |